# Mishima Zaibatsu
Mishima Zaibatsu, vertaald als Mishima Financial Group, is een fictief bedrijf uit het vechtspel Tekken opgericht door Jinpachi Mishima.
Nadat Mishima's zoon Heihachi het bedrijf overnam, liet hij twee militaire groepen bijeenkomen voor het ultieme militaire bedrijf: De Tekken Force en de Mishima Heavy Industries. De Mishima Zaibatsu werd een agressief bedrijf met moordende mensen. Maar tegelijkertijd hadden de mensen veel verstand van technologie en konden onder andere genezende medicijnen uitvinden en tijdmachines bouwen. Ook zijn ze de sponsors van de King of Iron Fist Tournamenten.
Oorspronkelijk produceerde Mishima Zaibatsu wapens, tegenwoordig bieden ze een breed scala van producten aan.

## Eigenaars
- 40 jaar geleden: Heihachi nam het bedrijf over van Jinpachi
- 24 jaar geleden: Kazuya Mishima stal het bedrijf van zijn vader.
- 22 jaar geleden: Heihachi stal het terug.
- 4 maanden geleden: Jinpachi nam het onvrijwillig over van Heihachi.
- Tegenwoordig: Jin Kazama versloeg Jinpachi en is nu de eigenaar.